# Money, Money, Money
Money, Money, Money – singel zespołu ABBA z albumu Arrival. Piosenka mówi o kobiecie, która ledwo płaci swoje rachunki i marzy o poślubieniu bogatego mężczyzny. Utwór stał się hitem na całym świecie, dotarł do 1. miejsca na wielu listach przebojów. Money, Money, Money został zaśpiewany przez ABBĘ na występie telewizyjnym w Polsce w 1976 r. Na stronie "B" znajduje się, nagrany podczas sesji do poprzedniego albumu, utwór "Crazy World"